# Lophodermium molitoris
Lophodermium molitoris är en svampart som beskrevs av Minter 1980. Lophodermium molitoris ingår i släktet Lophodermium och familjen Rhytismataceae.   Inga underarter finns listade i Catalogue of Life.